# Говсан
Говсан (азерб. Hövsan [Хёвсан]) — посёлок городского типа в административном подчинении Сураханского района города Баку, Азербайджан. В посёлке расположена одноимённая железнодорожная станция и порт.

## География
Говсан расположен на южном побережье Апшеронского полуострова, к северу от мыса Гёвсан. На северо-востоке он соседствует с Биной, на востоке — с Тюрканом. К западу от него расположен Зых, к северо-западу — Сураханы и Карачухур.

## Название
В дореволюционный период по дореформенной орфографии название данного населённого пункта передавалось по-разному. В одной литературе оно именовалось просто как Гоусанъ, в другой же можно встретить не только двойное написание — Говсанъ (Хоуза́нъ), но даже и тройное — Гоусанъ (Гевзанъ, Хоузанъ).
В Кавказском календаре на 1856 год приведено его название на алфавите местного языка (ﺣﻮﺻﺎﻥ), что может быть прочтено на русский лад как Хоусан или Ховсан.

## История
Говсан входил в состав Бакинского ханства, которое в 1806 году стало частью Российской империи.
Высочайшим указом от 14 декабря 1846 году была образована Шемахинская губерния. Говсан относился к Маштагинскому участку данной губернии. Некоторые сведения о трёх юго-восточных апшеронских селениях (Зиря, Тюркан и Говсан) оставил К. Спасский-Автономов, писавший в 1851 году следующее (орфография сохранена):

Селенія: Зирэ, Туркентъ и Гоусанъ находятся на южномъ берегу полуострова, на ровнинѣ, невдалекѣ другъ отъ друга, по дорогѣ отъ самой оконечности полуострова, т. е. мыса Абшерона,— къ Баку. Изъ нихъ Зирэ отличается обработкою и выращеніемъ лучшихъ дынь, а Гоусанъ — лука; имѣютъ по одной мечети и болѣе нежели по 100 домовъ народонаселенія.

После шемахинского землетрясения 1859 года губернские учреждения были переведены в Баку, губерния была переименована в Бакинскую. В дальнейшем Говсан числился среди населённых пунктов Бакинского уезда одноимённой губернии.
Это была казённая деревня. В 1880-х годах Говсан составлял отдельное Гоусанское сельское общество.
В 1923 году был образован Орджоникидзевский район города Баку (центр — Сураханы). По состоянию на 1 января 1961 года к данному городскому району относился Говсанский сельсовет, включавший всего один населённый пункт — селение Говсан. По состоянию на 1 января 1977 года Говсан был единственным населённым пунктом Говсанского поселкового Совета Орджоникидзевского района Баку.

## Население

### XIX век
Согласно Кавказскому календарю на 1856 год Говсан населяли «татары»-шииты (азербайджанцы-шииты), которые между собой говорили по-«татарски» (по-азербайджански).
По данным списков населённых мест Бакинской губернии от 1870 года, составленных по сведениям камерального описания губернии с 1859 по 1864 год, здесь имелось 169 дворов и 755 жителей (407 мужчин и 348 женщин), состоявших из «татар»-шиитов (азербайджанцев-шиитов).
По сведениям 1873 года, опубликованным в изданном в 1879 году под редакцией Н. К. Зейдлица Сборнике сведений о Кавказе, численность населения деревни увеличилась и составила 808 жителей (463 мужчины и 345 женщин, всего 181 двор), также «татар»-шиитов (азербайджанцев-шиитов).
Материалы посемейных списков на 1886 год показывают в Говсане 1026 жителей (556 мужчин и 470 женщин; 187 дымов), все — «татары»-шииты (азербайджанцы-шииты), из которых по сословиям 1022 крестьянина на казённой земле (554 мужчины и 468 женщин; 186 дымов) и 4 представителя шиитского духовенства (двое мужчин и две женщины).

### XX век
В одной из статистических ведомостей, приложенной к Обзору Бакинской губернии за 1902 год и показывающей национальный состав коренного населения населённых пунктов Бакинской губернии к 1 января 1903 года по Говсану указаны 192 дыма и 1140 душ обоего пола (600 душ мужского пола и 540 душ женского пола), «татар» (азербайджанцев) по национальности.
По сведениям Кавказского календаря на 1904 год, опиравшимся на данные статистических комитетов Кавказского края, в Говсане было 1026 жителей, в основном «татары» (азербайджанцы).
По Азербайджанской сельскохозяйственной переписи 1921 года Гоусан Бакинского уезда Азербайджанской ССР населяли 1355 человек и преимущественно тюрки (азербайджанцы). Население состояло из 704 мужчин (из них грамотных 59) и 651 женщины. Советский иранист Б. В. Миллер, обследовавший татов в 1928 году, констатировал, что часть говсанских тюрок (говсанских азербайджанцев) являются выходцами из шахсевен,  на тот момент преобладающее большинство в Хоусане составляли таты и балаханцы рассказывали ему, что татский говор сураханцев ближе к говорам таких сёл, как Хоусан.

## Общие сведения
24 декабря 2017 года начато строительство жилого комплекса «Говсан». 24 марта 2020 года Говсанский жилой комплекс был сдан в эксплуатацию.
В марте 2025 года на участке 2,31 гектар начато строительство 5-ти многоквартирных жилых домов.

## Спорт
С 19 по 20 апреля 2025 года в Олимпийском спортивном центре Говсана прошёл чемпионат Азербайджана по ММА 2025. В соревновании приняли участие более 200 бойцов из 31 клуба.